# 林塔河
25°02′00″S 44°01′00″E / 25.03333°S 44.01667°E
林塔河，是馬達加斯加的河流，位於該國南部，由阿齊莫-安德列發那區負責管轄，河道全長173公里，流域面積5,800平方公里，最終在安德魯卡以東注入印度洋。